# Familia Ovitz
Familia Ovitz a fost o familie de actori/muzicieni itineranți evrei maghiari, originari din România, care au supraviețuit închisorii în lagărul de concentrare de la Auschwitz în timpul celul de-al Doilea Război Mondial. Cei mai mulți dintre ei erau pitici. Aceștia au fost cea mai mare familie de pitici înregistrată vreodată și cea mai mare familie care a intrat în Auschwitz și a supraviețuit intactă; familia era formată din douăsprezece persoane, de la un bebeluș de 15 luni până la o femeie de 58 de ani.

## Origine
Familia Ovitz a fost originară din județul Maramureș, România, descendenți ai lui Shimson Eizik Ovitz (1868-1923), un animator de badchen, rabin itinerant și el însuși pitic. A avut în total zece copii, dintre care șapte pitici (născuți cu pseudoacondroplazie), din două căsătorii.
Copiii din prima sa căsătorie cu Brana Fruchter (ea avea o înălțime medie), Rozika (1886-1984) și Franzika (1889-1980), erau amândoi pitici. A doua soție a lui Shimson, Batia Bertha Husz, de asemenea de înălțime medie, a avut următorii copii: Avram (1903-1972; pitic), Freida (1905-1975; pitică), Sarah (1907-1993; înălțime medie), Micki (1909-1972; pitică), Leah (1911-1987; înălțime medie), Elizabeth (1914-1992; pitică), Arie (1917-1944; înălțime medie) și Piroska (alias „Perla”; 1921-2001; pitică).

## Trupa Lilliput
Copiii și-au fondat propriul ansamblu, Trupa Lilliput. Au cântat și au interpretat muzică folosind instrumente mici și au susținut concerte în toată România, Ungaria și Cehoslovacia în anii 1930 și 1940. Rudele mai înalte au ajutat în culise. Soții Ovitz au cântat în idiș, maghiară, română, rusă și germană. Când nu erau în turneu, locuiau cu toții într-o singură casă cu soții/soțiile lor.
La începutul celui de-al Doilea Război Mondial, familia avea 12 membri, dintre care șapte erau pitici. Când Ungaria a ocupat Transilvania de Nord în septembrie 1940, noile legi rasiale au interzis artiștilor evrei să îi distreze pe neevrei. Deși membrii familiei Ovitz erau evrei practicanți, au obținut documente care omiteau faptul că erau evrei și au continuat să meargă în călătorii până în 1944. Pe 12 mai 1944, toți cei doisprezece membri ai familiei au fost deportați la Auschwitz. Un frate de mărime medie, Arie, a scăpat de razie, dar a fost arestat și executat ulterior în 1944.

## Auschwitz
Odată ajunși în lagărul de concentrare de la Auschwitz, familia Ovitz a atras atenția medicului german Josef Mengele (cunoscut sub numele de Îngerul Morții). Mengele aduna oameni cu diverse caracteristici bizare, neobișnuite, pentru experimente pseudoștiințifice despre ereditate. I-a separat pe soții Ovitz de restul deținuților din lagăr pentru a-i adăuga la colecția sa de subiecți de testare. Era curios de ce familia includea atât pitici, cât și membri mai înalți. Alți unsprezece prizonieri ai familiei Shlomovitz au pretins că sunt rudele lor, iar Mengele i-a mutat pe toți la un loc.
Mengele a ordonat construirea de locuințe speciale pentru ei, astfel încât să poată fi monitorizați. Pentru a-i menține sănătoși pentru experimentele sale, a aranjat ca aceștia să aibă condiții de viață mai igienice, hrană mai bună și propriile lor lenjerii de pat. Mengele le-a permis să-și păstreze propriile haine. Membrii mai înalți ai familiei erau obligați să-i care pe pitici la locurile de experimentare. Familiei i s-a spus că urma să ofere un spectacol gărzilor Schutzstaffel (SS) la cantina lor imensă. Când au sosit piticii, Mengele le-a ordonat să se dezbrace în timp ce el vorbea despre propriile sale idei despre genetică.
Familia Ovitz a fost supusă la diverse teste. Echipa de medici a lui Mengele a extras măduvă osoasă, dinți și păr pentru a depista semne ale unor boli ereditare. Le-au turnat piticilor apă caldă și rece în urechi și i-au orbit cu picături chimice. Ginecologii au inspectat femeile căsătorite. Shimshon Ovitz, în vârstă de optsprezece luni, a trecut prin cele mai grele încercări pentru că avea părinți mai înalți și se născuse prematur. Mengele îi recolta zilnic sânge din venele din spatele urechilor și din degete, provocându-i adesea slăbiciune. Familia Ovitz a fost martoră și la momentul în care doi pitici nou-veniți au fost uciși și fierți pentru ca oasele lor să poată fi expuse într-un muzeu. Și Mengele le-a filmat; acest film nu a fost găsit după război și este posibil să-l fi păstrat când a fugit.
Familia Ovitz se aștepta să fie ucisă după ce Mengele își termina experimentele, dar au trăit pentru a vedea eliberarea lagărului de la Auschwitz pe 27 ianuarie 1945. Armata Roșie i-a dus în Uniunea Sovietică, unde au locuit o vreme într-o tabără de refugiați înainte de a fi eliberați.

## Continuitate
Familia Ovitz a călătorit pe jos timp de șapte luni până în satul lor natal. Și-au găsit casa jefuită, așa că s-au mutat mai departe, mai întâi în orașul Sighet și mai târziu în Belgia. În mai 1949 au emigrat în Israel, stabilindu-se la Haifa. Au început din nou turneele, obținând succes și umplând săli mari de concerte. În 1955 s-au pensionat și au cumpărat un cinematograf.
Descendenții bărbaților pitici din familie s-au născut mai înalți; femeile nu au rămas însărcinate din cauza pelvisului lor mic. Primul născut al piticilor, Rozika Ovitz, a murit în 1984, la vârsta de 98 de ani. Ultima pitică adultă supraviețuitoare a familiei, Perla Ovitz, a murit în 2001.
În martie 2013, Warwick Davis a prezentat „Cei șapte pitici din Auschwitz”, un episod din serialul de televiziune Perspectives, difuzat pe ITV. Episodul descrie povestea familiei Ovitz, inclusiv un interviu cu Perla Ovitz înregistrat în 1999 pentru un film documentar, Liebe Perla (în română: „Dragă Perla”).